# Krnino
Krnino (mazedonisch Крнино, alte Schreibweise bis 1945 Кърнино) ist ein Dorf im zentralen Teil Nordmazedoniens, das zur Gemeinde Čaška gehört. Die nächstgelegene Stadt ist Veles.

## Geschichte

Krnino in der Gemeinde Čaška

Krnino liegt in der historischen Landschaft Klepa, etwa 35 km südlich von Veles. Die im 19. Jahrhundert erbaute orthodoxe Kirche im Dorf ist dem Hl. Nikolaus von Myra gewidmet und befindet sich heute in einem ruinierten Zustand.
Seine Bewohner bekannten sich zu Beginn des 19. Jahrhunderts in einem Plebiszit zum bulgarischen Exarchat und waren Teil des bulgarischen Millets. Laut der Statistik des Ethnographen Wassil Kantschow aus dem Jahr 1900 zählte Krnino 240 Einwohner, welche sich allesamt als Bulgaren deklarierten.
Nach den Statistiken des Sekretärs des bulgarischen Exarchats Dimitar Mischew (La Macedoine et sa Population Chrétienne) im Jahr 1905 lebten in Krnino 376 bulgarische Exarchisten.
Im Zuge des Balkankrieges meldete sich ein Dorfbewohner freiwillig bei der Makedonisch-Adrianopeler Landwehr, einem Freiwilligenverband der bulgarischen Armee.
1927 führte der deutsche Forscher Leonhard Schultze Krnino auf seiner Karte Mazedoniens auf und ordnete es als bulgarisch-christliches Dorf ein.
Laut der letzten Volkszählung von 2002 hatte Krnino 3 Einwohner, allesamt Mazedonier.